# سیارک ۱۶۱۰۳
سیارک ۱۶۱۰۳ (به انگلیسی: 16103 Lorsolomon، نامگذاری:1999VU81) شانزده هزار و صد و سومین سیارک کشف شده‌است که در ۵ نوامبر ۱۹۹۹ کشف شد.
قدر مطلق سیارک برابر ۱۴.۸ است.